# Марін-Сіті (Мічиган)
Марін-Сіті (англ. Marine City) — місто (англ. city) в США, в окрузі Сент-Клер штату Мічиган. Населення — 4079 осіб (2020).

## Географія
Марін-Сіті розташований за координатами 42°42′51″ пн. ш. 82°30′12″ зх. д. / 42.71417° пн. ш. 82.50333° зх. д. (42.714301, -82.503439).  За даними Бюро перепису населення США в 2010 році місто мало площу 6,37 км², з яких 5,56 км² — суходіл та 0,81 км² — водойми. В 2017 році площа становила 7,50 км², з яких 5,59 км² — суходіл та 1,91 км² — водойми.

## Демографія
Згідно з переписом 2010 року, у місті мешкало 4248 осіб у 1765 домогосподарствах у складі 1117 родин. Густота населення становила 667 осіб/км².  Було 2015 помешкань (316/км²).
Расовий склад населення:
| - 96,8 % — білих - 0,7 % — корінних американців - 0,3 % — чорних або афроамериканців - 0,2 % — азіатів |

До двох чи більше рас належало 1,6 %. Частка іспаномовних становила 1,7 % від усіх жителів.
За віковим діапазоном населення розподілялося таким чином: 22,9 % — особи молодші 18 років, 61,8 % — особи у віці 18—64 років, 15,3 % — особи у віці 65 років та старші. Медіана віку мешканця становила 40,2 року. На 100 осіб жіночої статі у місті припадало 93,2 чоловіків;  на 100 жінок у віці від 18 років та старших — 92,8 чоловіків також старших 18 років.
Середній дохід на одне домашнє господарство  становив 51 365 доларів США (медіана — 40 240), а середній дохід на одну сім'ю — 65 334 долари (медіана — 54 271). Медіана доходів становила 44 342 долари для чоловіків та 28 558 доларів для жінок. За межею бідності перебувало 14,5 % осіб, у тому числі 18,1 % дітей у віці до 18 років та 11,2 % осіб у віці 65 років та старших.
Цивільне працевлаштоване населення становило 1803 особи. Основні галузі зайнятості: виробництво — 28,4 %, освіта, охорона здоров'я та соціальна допомога — 20,6 %, роздрібна торгівля — 18,4 %.